# Mama Huasi
Mama Huasi ist eine Streusiedlung im Departamento Chuquisaca im südamerikanischen Andenstaat Bolivien.

## Lage im Nahraum
Mama Huasi liegt in der Provinz Tomina und ist zentraler Ort im Vicecantón Mama Huasi im Municipio Sopachuy. Die Ortschaft liegt auf einer Höhe von 2547 m am Ufer des Río Mama Huasi, der über den Río San Antonio, den Río Milanis und den Río Azero zum Río Grande führt.

## Geographie
Mama Huasi liegt im Übergangsbereich zwischen der Anden-Gebirgskette der Cordillera Central und dem bolivianischen Tiefland. Das Klima der Region ist semi-humid und ein typisches Tageszeitenklima, bei dem die mittleren Temperaturschwankungen zwischen Tag und Nacht deutlicher ausfallen als zwischen den Jahreszeiten.
Die Jahresdurchschnittstemperatur der Region liegt bei milden 21 °C (siehe Klimadiagramm Sopachuy) und schwankt nur unwesentlich zwischen 17 und 18 °C im Juni und Juli und knapp 23 °C von November bis Januar. Der Jahresniederschlag beträgt etwa 600 mm, bei einer ausgeprägten Trockenzeit von April bis September mit Monatsniederschlägen unter 25 mm und einer Feuchtezeit von Dezember bis Februar mit 100 bis 120 mm Monatsniederschlag.

## Verkehrsnetz
Mama Huasi liegt in einer Entfernung von 200 Straßenkilometern südöstlich von Sucre, der Hauptstadt des Departamentos.
Von Sucre aus führt die 976 Kilometer lange Nationalstraße Ruta 6 in südöstlicher Richtung über Zudáñez, Tarabuco und Yamparáez nach Tomina und weiter nach Padilla und von dort in das bolivianische Tiefland.
Acht Kilometer südlich von Tomina an der Mündung des Río Tarabuquillo in den Río Tomina zweigt eine unbefestigte Landstraße in südlicher Richtung ab, folgt dem Río Tarabuquillo aufwärts und erreicht nach fünfzehn Kilometern die Ortschaft Tarabuquillo. Von dort aus folgt man weiter dem Río Tarabuquillo flussaufwärts in westlicher Richtung und erreicht nach dreizehn weiteren Kilometern Amancaya. Von dort führt der Weg drei Kilometer nach Süden, dann weiter sechs Kilometer in nordwestlichen Richtungen nach Mama Huasi.

## Bevölkerung
Die Einwohnerzahl der Ortschaft ist im Jahrzehnt zwischen den letzten beiden Volkszählungen geringfügig zurückgegangen:
| Jahr | Einwohner         | Quelle       |
| ---- | ----------------- | ------------ |
| 1992 | keine Detaildaten | Volkszählung |
| 2001 | 523               | Volkszählung |
| 2012 | 508               | Volkszählung |
| 2024 |                   | Volkszählung |

In der Region lebt ein deutlicher Anteil indigener Bevölkerung, im Municipio Sopachuy sprechen 93,8 Prozent der Einwohner Quechua.